# Gyalrong de l'est
Le rgyalrong de l'est ou gyalrong de l'Est (du tibétain : རྒྱལ་རོང, Wylie : rgyal rong, THL : gyalrong ou parfois jiarong (du chinois 嘉绒, jiāróng) ou encore Situ (du chinois 四土话, sìtǔ huà, « langue des quatre tusi ») est une langue tibéto-birmane parlée au centre-nord du Sichuan, en Chine, dans le territoire traditionnel de quatre chefferies : Zhuokeji (卓克基), Suomo (梭磨), Songgang (松岗) et Dangba (党坝), situés sur le xian de Barkam.

## Classification
Le rgyalrong de l'Est est une des langues rGyalrong aux côtés du japhug, du tshobdun et du zbu. 

## Sources
- (en) Maria Clazina Prins, A web of relations : a grammar of rGyalrong Jiăomùzú (Kyom-kyo) dialects, Leiden University Centre for Linguistics (LUCL), Faculty of the Humanities, Université de Leyde, 2011, 630 p. (lire en ligne) (Thèse)